# جان دي ديو سولونياينا
جان دي ديو سولونياينا (بالفرنسية: Jean de Dieu Soloniaina)‏ (مواليد 26 فبراير 1974) هو ملاكم مدغشقري، مثّل بلاده في الألعاب الأولمبية الصيفية 2008.

## روابط خارجية
جان دي ديو سولونياينا على موقع أوليمبيديا (الإنجليزية)